# Кагайкин, Сергей Михайлович
Сергей Михайлович Кагайкин (род. 10 ноября 1980) — российский хоккеист, защитник. Мастер спорта России.

## Биография
Воспитанник омского «Авангарда», тренер Виктор Зыков. Начинал играть в сезоне 1997/98 первой лиги за «Авангард-ВДВ», в сезоне 1999/2000 дебютировал в «Авангарде». Сезон 2001/02 начал в хабаровском «Амуре», с января играл за «Салават Юлаев» — два матча и «Салават Юлаев-2» — три матча. Следующий сезон начал в «Авангарде-ВДВ», провёл одну игру за «Авангард»; завершал сезон в «Динамо-Энергии» Екатеринбург. С сезона 2003/04 — в пермском «Молоте-Прикамье», с которым вышел в Суперлигу. По ходу сезона 2004/05 перешёл в московский «Спартак». Затем оказался в нижегородском «Торпедо», с которым также вышел в Суперлигу. первый сезон КХЛ отыграл в череповецкой «Северстали». В конце мая 2009 года вновь подписал контракт с «Амуром», но в сезоне 2009/10 на профессиональном уровне не выступал, следующий сезон провёл в первенстве России среди клубных команд в составе «Кристалла» Бердск. В начале сезона 2011/12 играл за команды чемпионата Казахстана «Арлан» и «Сарыарка», затем перешёл в клуб ВХЛ «Молот-Прикамье» и по окончании сезона завершил карьеру.
Серебряный призёр чемпионата России 2000/01.
Играл за омский любительский клуб «Ледовые ястребы». Окончил Сибирский государственный университет физической культуры и спорта. Стал работать в омской школе № 82. С сезона 2023/24 — тренер в СШХ им. Е. Шастина.